# Villeroy & Boch
Villeroy & Boch (pronunție germană: [ˌvɪlərɔɪ.ʔʊntˈbɔx]], pronunție franceză [vilʁwa.eˈbɔk]), scurt V&B (sau 'VB'), este o companie producătoare de ceramică din Germania, care a fost înființată în anul 1748. Compania este numită după cei doi fondatori François Boch și Nicolas Villeroy și este deținută după deja 265 de ani, încă în mare parte de către familiile Boch Galhau (acționarii majoritari) și Villeroy de Galhau. Sediul central este în Mettlach în Saarland și există 13 centre de producție în Europa și Asia. Produsele sunt vândute în aproximativ 125 de țări.
Compania este prezentă și în România, prin producătorul de obiecte sanitare Mondial, care deține o fabrică la Lugoj.

## Galerie

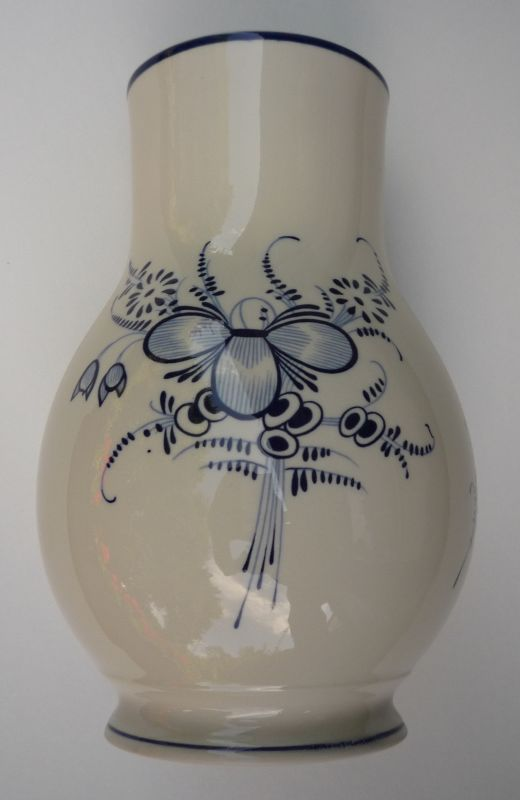
Vază cu decor „Alt Luxemburg“
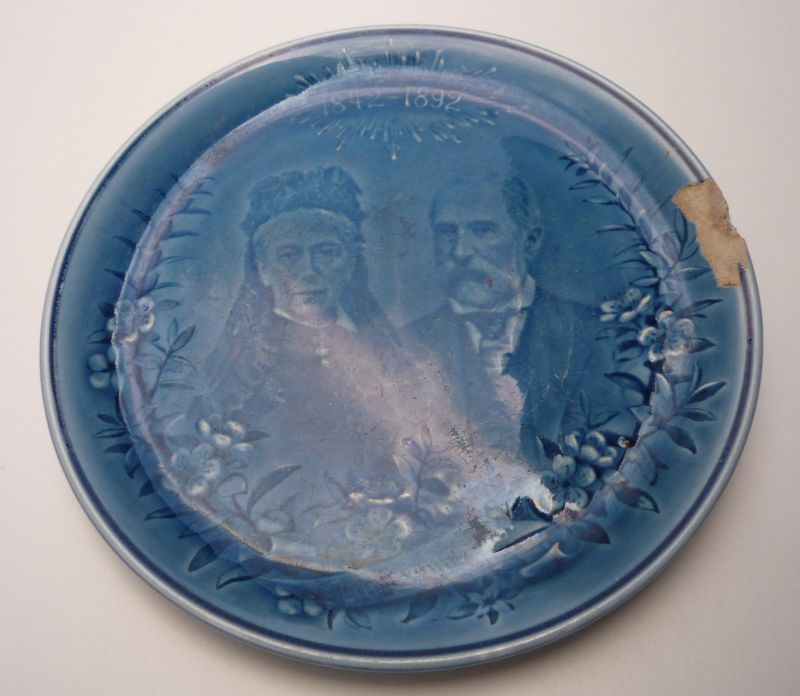
Placă comemorativă cu ocazia nunții de aur a lui Eugen von Boch și Villeroy Oktavie, 1892
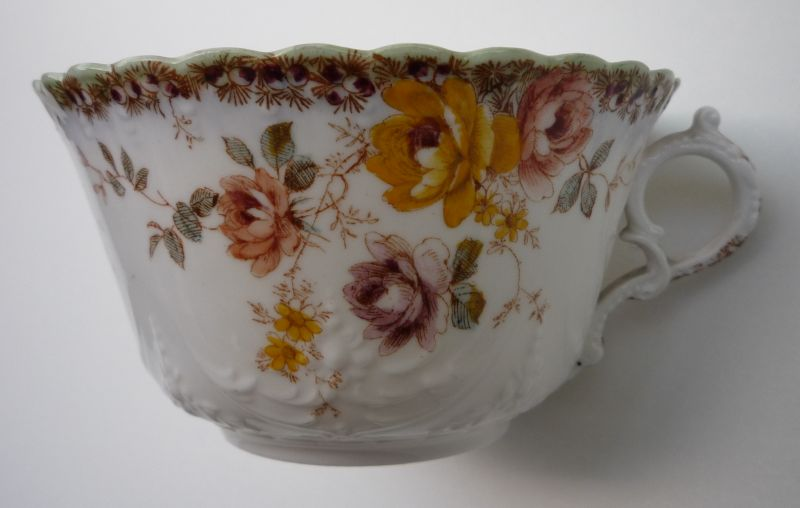
Ceașcă de ceai, produsă la fabrica Wallerfangen
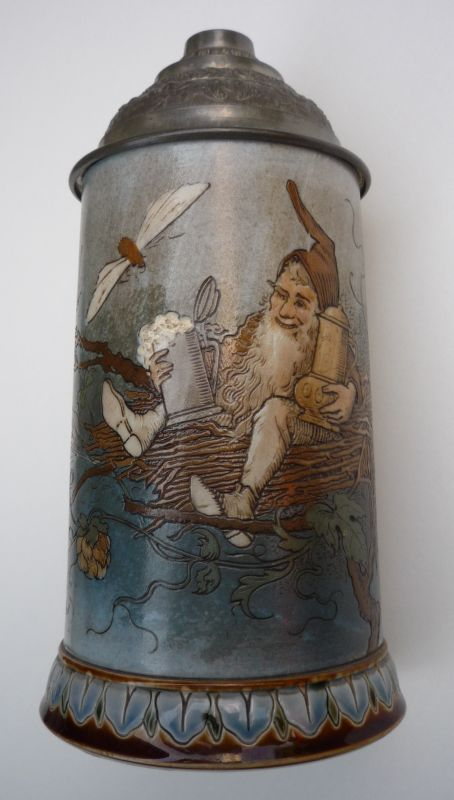
Ulcior cu capac din ceramică, proiectat de Heinrich Schlitt
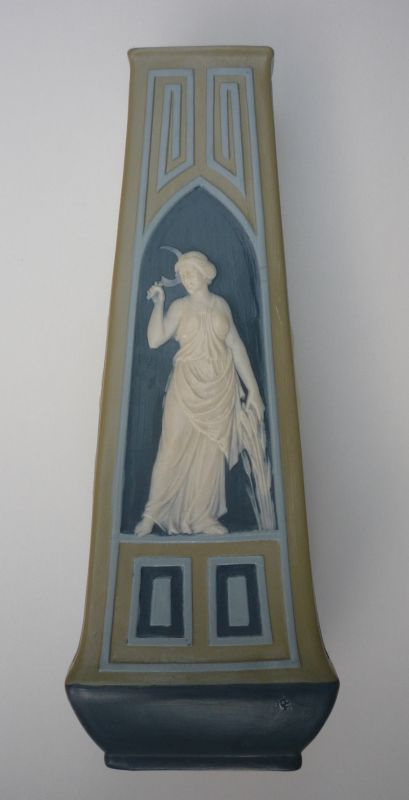
Vază  Phanolith  (începutul secolului al XX-lea). Design, Johann Baptist Stahl (1869-1932)
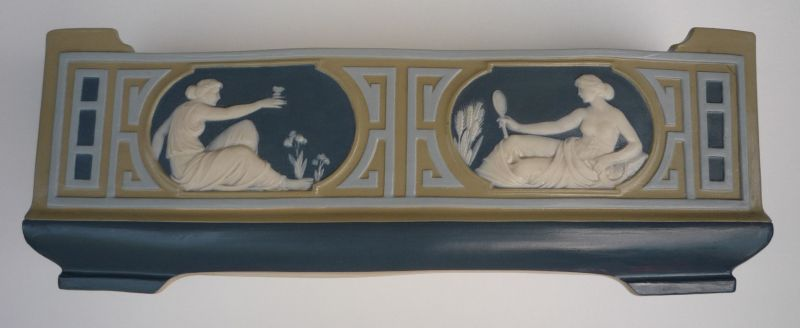
Jardinière din  Phanolith  (începutul secolului al XX-lea). Design Johann Baptist Stahl
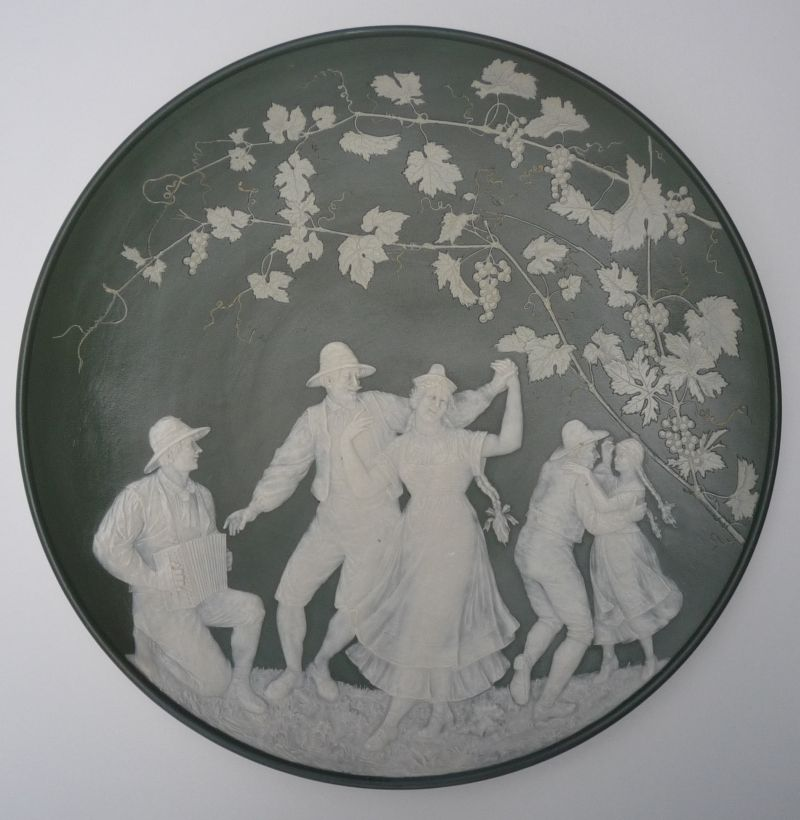
Farfurie de perete din Phanolith (începutul secolului al XX-lea). Design Johann Baptist Stahl
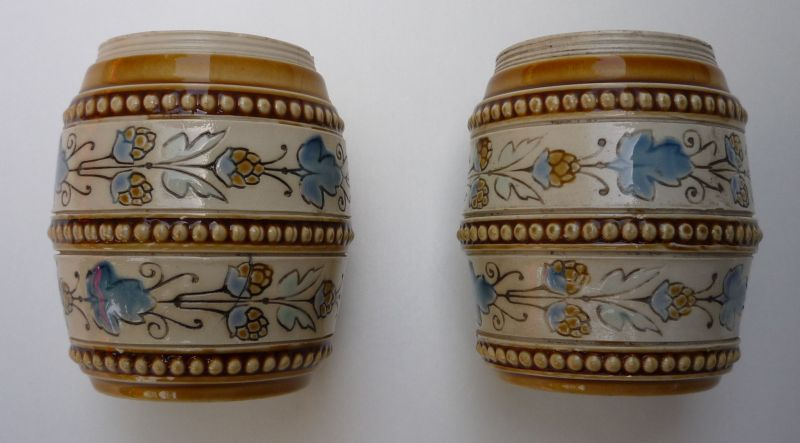
Doze pentru condimente din ceramică (circa începutul secolului al XX-lea)
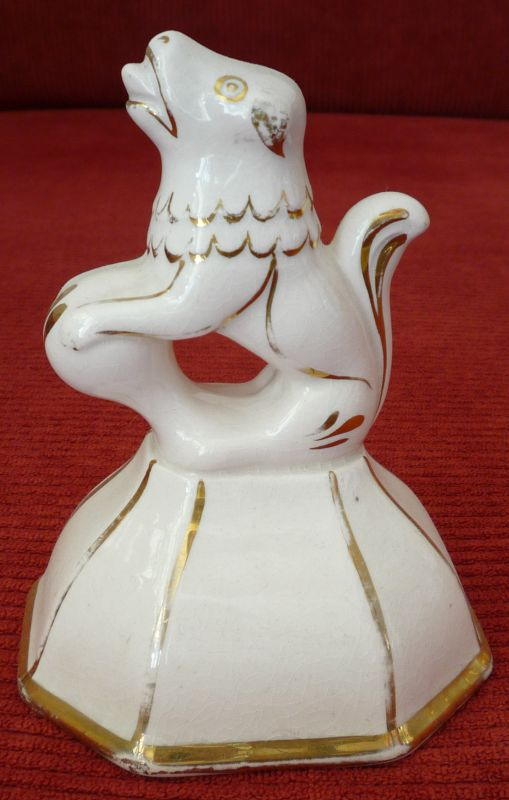
Figura „leu”, realizată de către un lucrător în anul 1910 pentru fiul său (se obișnuia pe atunci, ca muncitorii să producă pentru copiii lor astfel de articole)
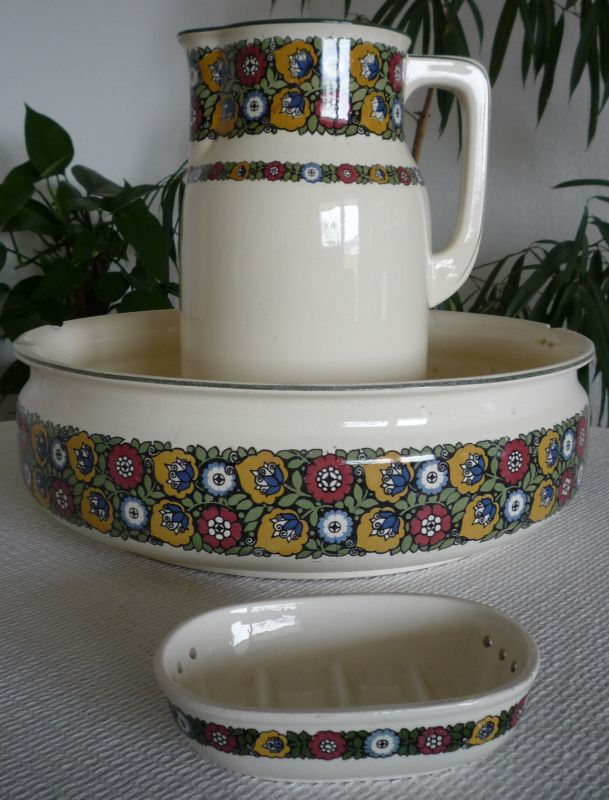
Set pentru toaletă de spălătorie, decor „Drina”, constând din lighean, un ulcior și săpunieră (circa începutul secolului al XX-lea)
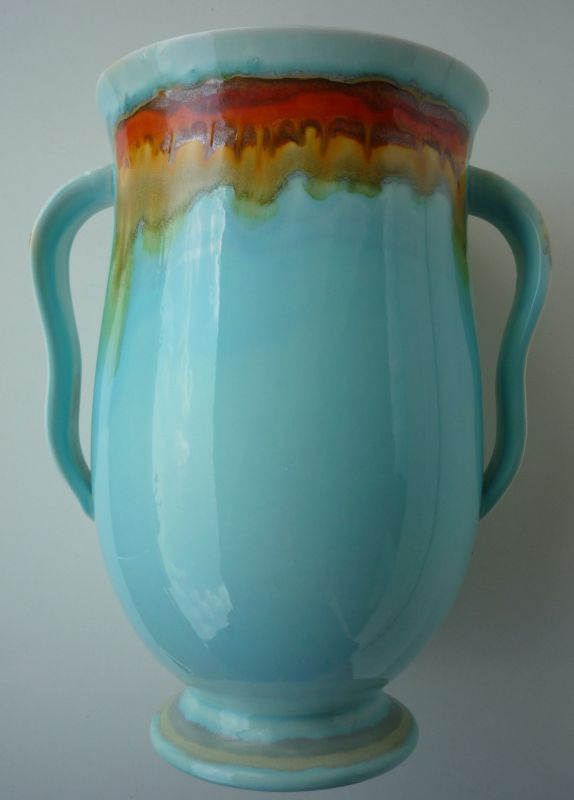
Vază, decor „Adria”, ca. 1934
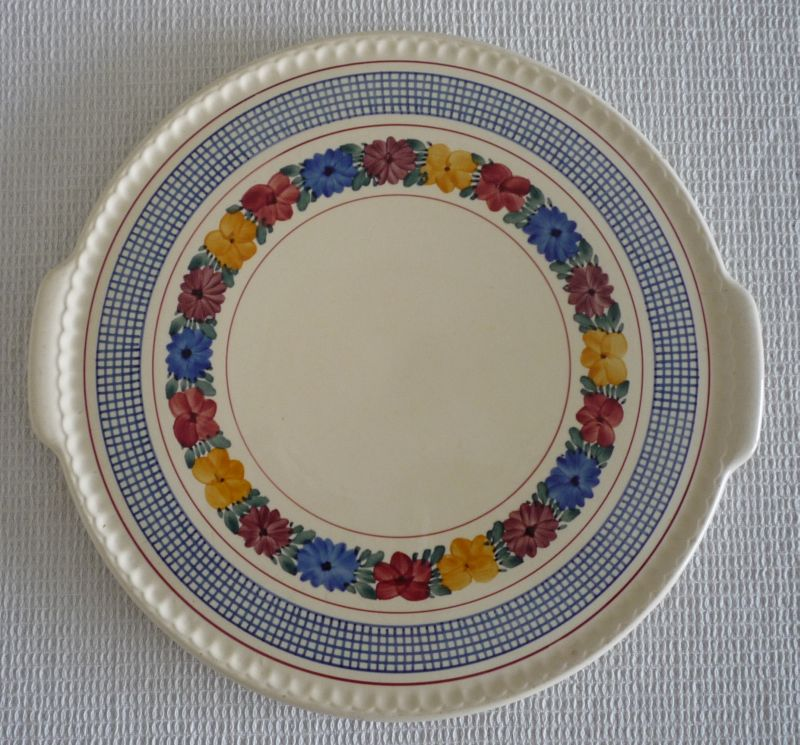
Platou pentru prăjitură, decor „Goslar”, anul 1930
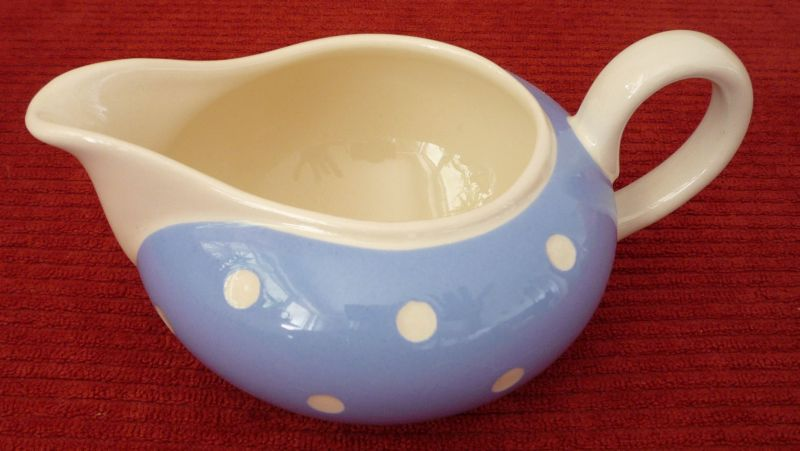
Căniță pentru lapte, decor „Doris”, ca. 1930
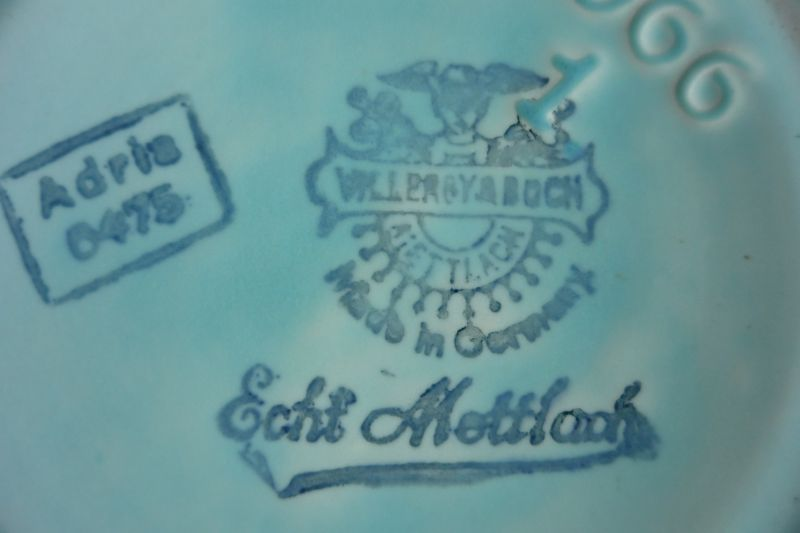
Ștampila firmei pe un vas, ca. 1934
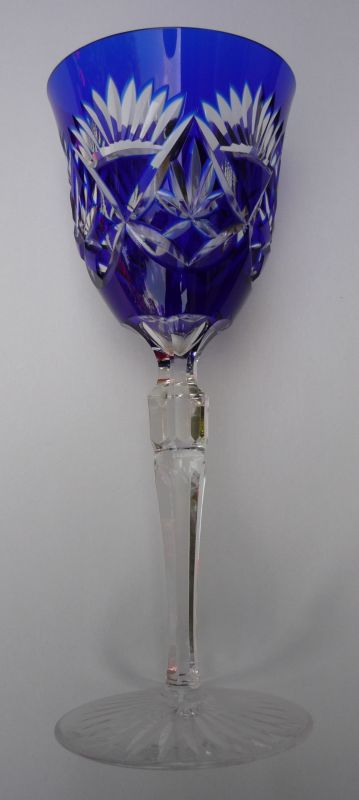
Pahar de cristal realizat în Wadgassen
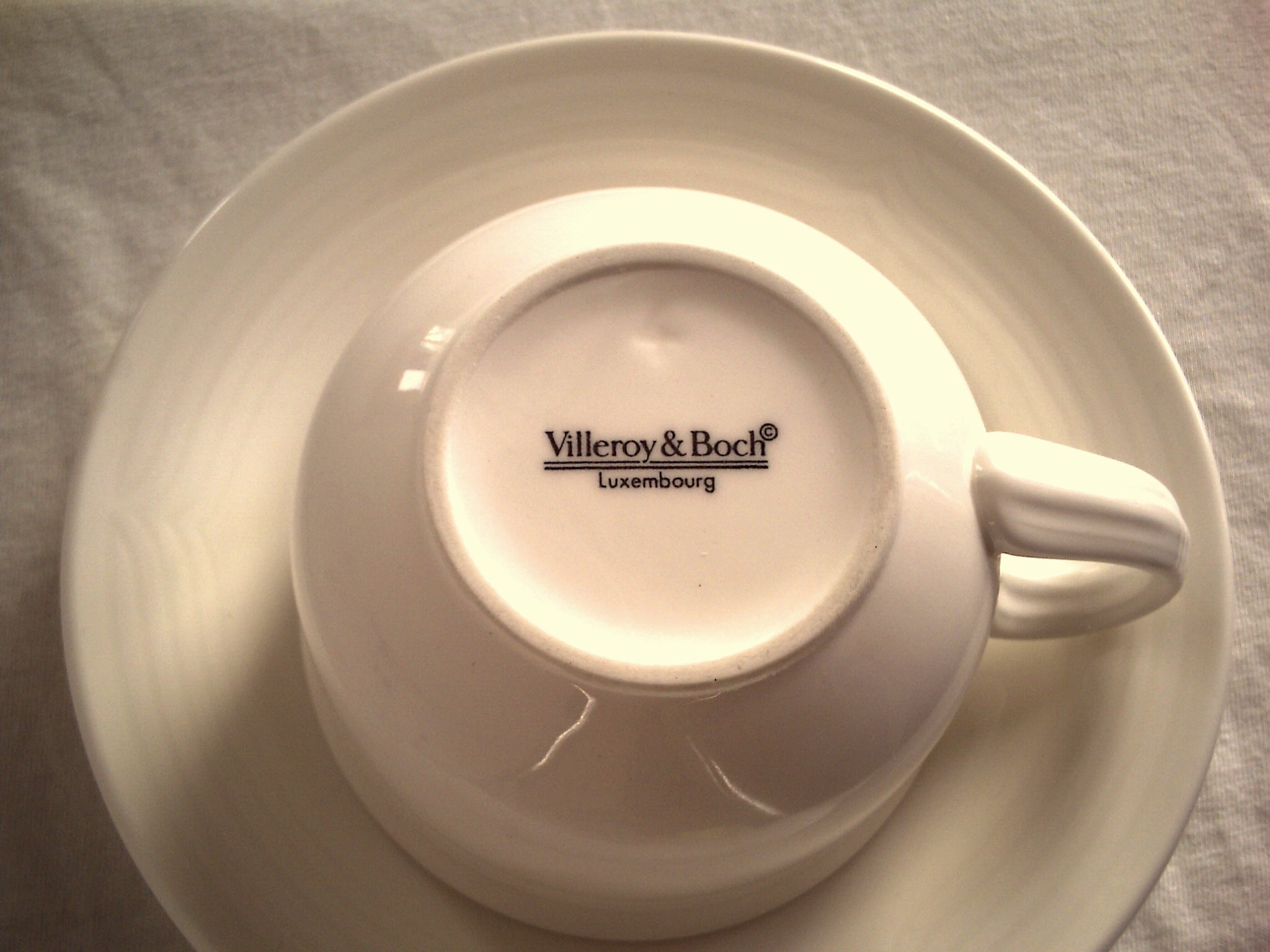
Marcă înregistrată pe o cana de cafea